# Viiratsi (plaats)
Viiratsi (Duits: Wieratz) is een plaats in de Estische provincie Viljandimaa, behorend tot de gemeente Viljandi vald. Ze heeft de status van alevik (vlek).
Tot 2013 vormde Viiratsi een afzonderlijke landgemeente (Viiratsi vald) met een oppervlakte van 215 km² en 3457 inwoners (2013). De gemeente omvatte naast Viiratsi zelf 21 dorpen.

## Bevolking
De plaats had 1332 inwoners op 31 december 2011 en 1300 inwoners op 31 december 2021.

## Ligging
Viiratsi ligt ten oosten van de stad Viljandi. Op de grens tussen de beide plaatsen komt de Tugimaantee 52, de secundaire weg van Rõngu naar Viljandi, uit op de Põhimaantee 92, de hoofdweg van Tartu via Viljandi naar Kilingi-Nõmme.

## Geboren in Viiratisi
- Johan Laidoner (1884-1953), opperbevelhebber van het Estische leger